# Pozdišovce
Pozdišovce es una aldea situada en el este de Eslovaquia en el distrito de Michalovce.

## Ríos
Hay dos ríos que pasan por la aldea. Uno se llama Duša (es interesante, porque significa "Alma" en eslovaco) y atraviesa por la parte oriental del pueblo (la longitud total desde la fuente hasta el horcajo con el río Laborec es más de 42 km).
El segundo arroyo se denomina Lipovec, fluye por el centro de la aldea y desemboca en el río Duša.

## Demografía
| Año        | 1994 | 2004    | 2014    | 2024    |
| ---------- | ---- | ------- | ------- | ------- |
| Población  | 1183 | 1227    | 1289    | 1307    |
| Diferencia |      | +3,71 % | +5,05 % | +1,39 % |

| Año        | 2023 | 2024    |
| ---------- | ---- | ------- |
| Población  | 1312 | 1307    |
| Diferencia |      | −0,38 % |

## Embalse
El embalse llamado "Rybník" o "Hrádza" surgió por el embalsamiento del río Lipovec en su parte superior.

## Música
El pueblo de Pozdišovce tiene su propia banda folclórica Harčare, que presenta la tradición de alfarería en esta aldea. La banda mencionada toma parte en varias celebraciones folclóricas eslovacas. Desde el año 2007 funciona también una banda folclórica infantil Harčarik. Surgió también una banda de cantantes femeninas Harčarki en el año 2011.
- Datos: Q640823
- Multimedia: Pozdišovce / Q640823

1. 1 2  «Počet obyvateľov podľa pohlavia - obce (ročne) [om7101rr_obce=AREAS_SK]». Statistical Office of the Slovak Republic. 31 de marzo de 2025. Consultado el 31 de marzo de 2025.